# Sendit
Sendit AB var ett svenskt IT-företag grundat 1994, som utvecklade mjukvara för att koppla ihop Internet med mobiltelefoni. Företaget köptes av Microsoft 1999 och fanns kvar under namnet Mobile Internet Business Unit till 2002, då enheten lades ner.
Företaget grundades 1994 av Hjalmar Winbladh och Jonas Lindroth. Winbladh var verkställande direktör och stannade kvar som chef till början av 2001.
Sendit växte fram ur det kommunikationsbehov som fanns i en budfirma vid namn Pedal, som Winbladh och en affärspartner hade grundat efter gymnasiet. För att kommunicera med buden användes mobiltelefoner. Företagets första produkt var en mjukvara för servrar som användes för att skicka e-post till mobiltelefoner. Denna fanns 1996 i drift hos Europolitan.
Sendit börsintroducerades i september 1997.

## Microsofts bud
I maj 1999 lade Microsoft ett bud på Sendit på 1 066 miljoner kronor eller 325 kronor per aktie, vilket var 41% över aktuell börskurs. I juni accepterades budet av Skandia, som ägde 20,9 procent av aktierna. Vid detta tillfälle hade Sendit cirka 100 anställda och hade 1998 omsatt 38 miljoner kronor.